# Uni-Phantom
Als „Uni-Phantom“ von Bochum wurde ein Sexualstraftäter bekannt, der zuerst im Ennepe-Ruhr-Kreis und später in Bochum bis zu 21 Sexualstraftaten begangen haben soll. Die erste Tat wurde 1994 in Sprockhövel verübt, die letzte ihm zugeordnete Vergewaltigung geschah im Dezember 2002.

## Taten und Täterprofil
Das erste Opfer des Serientäters war eine zum damaligen Zeitpunkt 12-jährige Schülerin aus Sprockhövel. Sie wurde am 7. Januar 1994 gegen 13:10 Uhr auf dem Heimweg von der Schule in einem Waldstück vergewaltigt. Im September 1994 schlug der Täter zum zweiten Mal in Sprockhövel zu und missbrauchte dabei eine 44-Jährige sexuell. Bis 1996 folgten weitere Taten im Umfeld von Sprockhövel, ehe der Täter im Juni 1996 zum ersten Mal in Bochum zuschlug. Fortan suchte der Täter sich hauptsächlich junge Frauen im Umfeld der Ruhr-Universität Bochum als Opfer aus und beging so bis ins Jahr 2002 weitere Vergewaltigungen in Bochum. Im Jahr 2003 wurde eine weitere Vergewaltigung durch den Mann bekannt, Tatzeitpunkt war der August 2001. Dass die Vergewaltigungen von ein und demselben Täter verübt wurden, ließ sich durch DNA-Untersuchungen von Speichel- und Spermaspuren ermitteln.
Die ausführlichen polizeilichen Ermittlungen haben im Laufe der Jahre zu verschiedenen Erkenntnissen geführt. Frühe Phantombilder zeigen den Täter als Mann mittleren Alters, schlank und mit Schnauzbart. Seine späteren Taten verübte er vermummt, ganz in schwarz gekleidet und mit Baseballkappe. Die Polizei geht aufgrund der Ausführungen der ersten Taten davon aus, dass der Täter über gute Ortskenntnisse im Bereich Sprockhövel verfügt. Möglicherweise wohnt oder wohnte er in Sprockhövel, auch könnte er hier noch verwandtschaftliche Kontakte haben. Alle Tatorte lagen im Bereich von ÖPNV-Haltestellen, hier wird der Täter seine Opfer womöglich zum ersten Mal gesehen haben. Als Opfer sucht der Täter sich vor allem junge Frauen aus, da diese in der Regel ein anderes Freizeitverhalten als ältere Frauen haben und auch in der Nacht und mit öffentlichen Verkehrsmitteln unterwegs sind. Im Umkreis der Bochumer Universität befinden sich viele Studentenwohnheime und somit auch viele junge Frauen. Dies wird auch als Hauptgrund dafür angesehen, dass der Täter seine Tatorte von Sprockhövel nach Bochum verlagerte. Der Täter verwendete häufig ein Messer, mit dem er seine Opfer bedrohte.
Auffällig sind zudem die Zeitabstände zwischen den Taten. So lagen zwischen den ersten Taten oftmals nur einige Wochen und nie mehr als rund ein halbes Jahr. Eine erste Serie von Straftaten kann auf den Zeitraum von 1994 bis 1997 eingegrenzt werden. Die letzte Tat dieser ersten Vergewaltigungsserie beging der Täter am 18. November 1997. Anschließend schlug der Täter knapp drei Jahre nicht mehr zu, die nächste Tat fand im Sommer 2000 statt. Eine weitere Tat folgte im August 2000, ehe der Täter erneut seine Verbrechen pausierte. Der nächste bekannte Fall stammt aus dem August 2001, eine weitere Vergewaltigungsserie fand zwischen Sommer und Dezember 2002 statt. Am 1. Dezember 2002 beging der Täter seine letzte bekannte Tat. Seitdem schlug er im Raum Bochum nicht mehr zu und lässt bei der Polizei viele Fragen ungeklärt.

## Ermittlungskommission Messer
Der von der Presse als Uni-Phantom getaufte Serientäter sorgte für großangelegte Fahndungsaktionen der Bochumer Polizei. Nach seiner letzten Tat im Jahr 2002 waren in Bochum monatelang bis zu 40 Beamte an potentiellen Tatorten im nächtlichen Einsatz. Die Ermittlungskommission Messer (kurz EK Messer) umfasste zeitweise bis zu 20 Mitarbeiter, zwischenzeitlich wurde ein Profiler von Scotland Yard hinzugezogen. Studenten und Angestellte der Ruhr-Universität sowie Männer aus Sprockhövel und Bochum wurden zu Speichelproben gebeten, was vor allem von einigen Studenten stark kritisiert wurde. Ein Jurastudent, der eine Speichelprobe verweigerte, zog bis vors Bundesverfassungsgericht, jedoch vergeblich. Die am Ende über 10.000 Speichelproben unter den von Profilern eingegrenzten Personengruppen blieben jedoch ebenfalls erfolglos. Die Bochumer Polizei wandte sich im Zuge der Ermittlungsarbeiten auch an das ZDF, ein Beitrag über die Vergewaltigungsserie wurde im Rahmen der Sendung Aktenzeichen XY … ungelöst ausgestrahlt.
Auch nach vielen Jahren erreichen noch Hinweise die Polizei Bochum, so dass die Ermittlungskommission weiter besteht.